# 김민석 (성우)
김민석(1960년 7월 23일 ~ )은 한국의 남자 성우다. 1988년 KBS 21기 공채 성우로 데뷔하였고 2013년에 은퇴했다. 이후 김환진이 라디오 프로그램에서 밝히길 현재는 성우 활동을 더 이상 하지 않는다.

## 주요 출연작

### 애니메이션
※전체 출연작은 외부 링크를 참조
- 달의 요정 세일러문 (KBS2) - 조이사이트 / 제다이트 / 앤디 / 데이브
- 드래곤볼Z (투니버스/VIDEO) - 베지터 / 오지터 / 베지트 / 라데츠
- 드래곤볼GT (투니버스) - 베지터
- 드래곤볼GT (VIDEO) - 트랭크스
- 마법기사 레이어스 (VIDEO) - 도사 크레프 / 제오 메트로
- 마법소녀 리나 (SBS) - 적법사 레조
- 로봇용사 다그온 (SBS) - 장룡 / 다그 섀도우
- 밀림의 왕자 레오 (KBS) - 판자(레오 아빠)
- 바람의 검심 (애니원) - 시노 아오시(시노모리 아오시)
- 베르사이유의 장미 (KBS2) - 페르젠
- 소년탐정 김전일 (투니버스) - 카멜 경장
- 스피드왕 번개 (SBS) - 번개 아빠
- 요리왕 비룡 (KBS2) - 흑풍
- 이니셜 D (XTM) - 차상우(이케타니 코이치로)
- 쥐라기 월드컵 (KBS2) - 삼구
- 짱구는 못말려! (SBS) - 액션가면
- 환상마전 최유기(애니원) - 태자 염
- 달빛천사 (투니버스) - 프리스
- 배틀짱 (투니버스) - 마가레트
- 쾌걸 조로리 1~2기 (투니버스) - 가온
- 블리치 (투니버스) - 쿠치키 뱌쿠야
- 채채퐁 김치퐁 (KBS2) - 딘버
- 메탈베이블레이드 (투니버스) - Dr.지그랫
- 지오레인저 (SBS) - 빌리
- 파워 포스 레인저 (SBS)
- 천하무적 슈라트 (KBS) - 가이
- 마이크로맨 (KBS2) - 데몬 블루 / 아덴 프레임 / 강찬과 또마의 아빠
- 알프스의 장미 (KBS) - 레온 에센바하
- 은하영웅 사이버트론 (SBS) - 제트 파이어
- 트랙시티 (SBS) - 드라큐라
- 초롱이의 옛날여행 (KBS2) - 이순신 장군
- 탱구와 울라숑 (KBS2) - 미카엘 / 부관 / 팅구
- 태권왕 강태풍 (KBS2) - 지천하
- 달려라 부메랑 (SBS)
- 비스트워즈 (VIDEO) - 치토
- 오즈 탐험대 (SBS) - 토토
- 우주소년 아톰 (SBS) - 청기사
- 버키와 투투 (KBS2) - 카멘 / 핑크볼 대왕
- 몬타나 존스 (MBC)
- 천방지축 덩크슛 (SBS) - 주장
- 태풍의 그라운드 (SBS) - 준호
- 셰익스피어 명작만화 (SBS) - 해설(뜻대로 하세요) / 레온티즈(겨울이야기) / 케이트 여동생의 남편(말괄량이 길들이기)
- 파이어 앰블럼 (어린이TV) - 오고마
- 오! 패밀리 (투니버스) - 레이프
- 반드레드 (챔프) - 라바트
- 나나의 환상여행 (SBS) - 클레이
- 채운국 이야기 (애니맥스) - 홍소가
- 유리함대 (애니맥스) - 베타
- 불꽃소년 레카 (애니맥스) - 키야 / 칼마 선생 / 후지마
- 최종병기 그녀 OVA (애니박스) - 와다
- 메조 (XTM) - 임정환
- 장미의 기사 티나 (VIDEO) - 렉스
- 명탐정 코난 (투니버스) - 최건호
- 올림포스 가디언 (SBS) - 오르페우스
- 무적용사 사자왕 (투니버스) - 블루
- 아미테이지 더 서드 (투니버스) - 댄 클라우드 / 파일럿
- 정상을 향하여 (투니버스) - 이하빈
- 엑소특공대 (SBS) - 에드 웨일리 외
- 은장기공 오디안 (투니버스) - 울프
- 별의 커비 (투니버스) -  메타나이트
- 사무라이 디퍼 쿄우 (XTM) - 쿄시로 / 미게이라 / 바사라 / 키요
- 네모네모 스펀지 송 (EBS1) - 깐깐징어
- 마지막 공룡 덴버 (EBS1) - 월리
- 샐러리맨 딜버트 (EBS1) - 독버트
- 쾌걸 조로 (SBS) - 프레시드 소위
- 명탐정 디씨 (KBS)

### 광고
- 공익광고협의회 (하얀색투표용지, 질서는 바로 당신의 얼굴입니다,10년후 명함)
- 동아제약 (암씨롱)
- 청호나이스 (청호정수기)
- 하나대투증권
- 경동나비엔 (경동콘덴싱)
- 현대자동차 (뉴 EF쏘나타)

### 외화

#### 드라마
- 삼국지 (KBS) - 유비 (위허웨이)
- 판관 포청천 (KBS) - 임평천
- 미스트리스 - 위험한 연인들 (KBS) - 리처드 (패트릭 발라디)
- 셜록 (KBS) - 마이크로프트 홈즈 (마크 게티스)
- 의천도룡기 (KBS) - 유연주
- 닥터 퀸 (KBS) - 매튜 (채드 앨런)

#### 영화
- 발리우드 할리우드 (KBS) - 라훌 (라훌 칸나)
- 더 야드 (SBS) - 리오 (마크 월버그)
- 피어닷컴 (KBS) - 마이크 릴리 (스티븐 도프)
- 글루미 선데이 (KBS) - 안드라스 (스테파노 디오니시)
- 잉글리쉬 페이션트 (KBS) - 말마시 (레이프 파인스)
- 천장지구2 (KBS) - 진부 (곽부성)
- 왕의 춤 (KBS) - 륄리 (보리스 테릴)
- 그랑블루 (SBS) - 알베르토(마크 듀렛)
- 오스틴 파워 (SBS) - 스콧 (세스 그린)
- 베른의 기적 (SBS) - 해석 / 선수 외
- 스콜피온 (KBS) - 마르퀴스 (프란시스 르노)
- 컨피던스 (SBS) - 부탄 (앤디 가르시아)
- 어페어 오브 더 넥클리스 (SBS) - 니콜라 드 라 모트 백작 (에이드리언 브로디)
- 남과 여 : 20년 후 (SBS) - 리샤르 (리샤르 베리)
- 아직은 사랑을 몰라요 (SBS) - 제이크 (마이클 쇼플링)
- 아메리칸 뷰티 (SBS) - 리키 (웨스 벤들러)
- 배트맨 2 (SBS) - 신문팔이(숀 웨일런) / 신문사에 전화걸던 남자(에릭 오나테)
- 용형호제 (KBS) - 알렌 (담영린)
- 웰컴 투 사라예보 (KBS) - 첼리스트(이고르 잠바조프)
- 스피드 2 (KBS) - 머세드 (브라이언 매카디)
- 사선에서 (KBS) - 와츠 (게리 콜)
- 프로젝트 A (KBS) - 홍천사 (원표)
- 파워 오브 원 (KBS) - 모리 (도미닉 월커)
- 사이코4 (KBS) - 젊은 노먼 (헨리 토머스)
- 뷰티풀 마인드 (KBS) - 핸슨 (조시 루커스)
- 하일복성 (KBS) - 위키 (원표)
- 초연 (KBS) - 임가동 (카네시로 타케시)
- 옥시즌 (KBS) - 해리 (에이드리언 브로디)
- 자이언트 (KBS) - 조던 베네딕트 (록 허드슨)
- 로미오와 줄리엣(1997년 더빙판) (KBS) - 벤볼리오(브루스 로빈슨)
- 로미오와 줄리엣(2000년 더빙판) (KBS) - 데이브 패리스(폴 러드)
- 피크닉 (KBS) - 앨런 벤슨 (클리프 로버트슨)
- 아버지와 어머니 그리고 형제자매들 (SBS) - 장 루이 (마크 안드레오니)
- 못말리는 가족 (KBS) - 사장
- 노 맨스 랜드 (KBS) - 마르샹 중사 (제오르게스 시아티디스)
- 폴리스 아카데미6 (KBS) - 닉 (맷 매코이)
- 화소도 (KBS) - 아위의 동료
- 토파즈 (KBS) - 가이드
- 7월의 축제 (KBS) - 매티 (케네스 앤더슨)
- 극속전설 (KBS) - 동풍
- 이클립스 (KBS) - 칼라일 (피터 파시넬리)
- 뮤직 오브 하트 (KBS) - 데니스(조쉬 파이스)
- 인비저블 서커스 (KBS) - 울프(크리스토퍼 에클리스턴)
- 머스킷티어 (KBS) - 아라미스 (닉 모런)
- 소년 탐정단 - 해골 섬의 비밀을 찾아서 (EBS)
- 파코와 오초 (KBS) - 파트 (스테판 W. 번스)
- 신조협려 (KBS) - 인후
- 경천 12시 (KBS) - 레이(담영린)
- 황비홍4 (KBS) - 황비홍 (자오원줘)
- 베스트 키드 (KBS) - 에릭 (크리스 콘래드)
- 슈퍼에이트 (VIDEO) - 타로 / 울트라맨
- 베토벤 (SBS) - 브래드 (데이비드 듀코브니)
- 위험한 관계 (KBS) - 당스니 (키아누 리브스)
- 터미네이터2 (KBS) - T-1000 (로버트 패트릭)
- 마지막 카운트다운 (KBS) - 해리
- 테이큰 (KBS) - 샘(릴런드 오서) / 알바리어 번역가(골란 코스틱) / 마르코의 동료(애너톨 토브먼)
- 스컬스 (KBS) - 스컬스 선배
- 더티 댄싱(SBS) -  닐(론니 프라이스)
- 사랑의 경주(KBS) - 팬스키(테리 비버) / 경기 중계 해설(크리스 에코노마키)
- 리썰 웨폰 4 (SBS) - 버터스(크리스 락)
- 썬더볼트(KBS) - 스티브(왕민덕)
- 그들만의 리그(KBS) - 아이라 로웬스타인(데이비드 스트라선/마빈 아인호른)
- 오복성(KBS) - 경찰(원표)
- 왕자와 거지 (KBS) - 해설
- 파이어 스톰 (KBS) - 카우보이(세바스찬 스펜스)
- 딥 라이징 (KBS) - 빌리(클린트 커티스)
- 미치고 싶을 때 (SBS) - 시벨의 오빠(쳄 아킨) / 터키 술집 남자(아담 보스도코스)
- 골치 아픈 여자 (KBS) - 경찰(크리스토퍼 J. 킨) / 가게 손님(게리 라일리)
- 대복성 (SBS) - 상곤(왕우) / 부족의 왕(정소추)
- 음식남녀 (KBS) - 진가영(조문선)
- 데몰리션 맨 (SBS) - 박물관 경비원(크리스 뒤랑)
- 특전대 네이비 씰 (SBS) - 알리(넴 파들알라흐)
- 난파선 (KBS) - 젠스(트론 페테르 스탐쇠 뭉크)
- BB 프로젝트 (SBS) - 회장(진보국) / 도박꾼의 부하(장화)
- U-571 (SBS) - 월츠(잭 노즈워시)
- 수호전지 영웅본색 (SBS) - 병사
- 나의 사랑 나의 기사 (KBS)
- 가타카 (KBS)
- 졸업 (KBS)
- 컬러 오브 나이트 (KBS)
- 울프 (KBS)
- 신부의 아버지 (KBS)
- 사운더 (EBS)
- 줄리아 (KBS)
- 폭로 (KBS)
- 하몬드 가의 비밀 (KBS)
- 캠퍼스 대소동 (SBS)
- 멜 깁슨의 영원한 사랑 (SBS)
- 보디가드 (KBS)
- 라붐 (SBS)
- 장 폴 벨몽도의 밤의 추적자 (SBS)

### 내레이션
- 세상의 모든 다큐 (KBS2) 절벽에서의 사투, 꿀 채취꾼들의 24시
- 세상의 모든 다큐 (KBS2) 지구촌 최후의 오지들 - 파타고니아
- KBS 걸작 다큐멘터리 (KBS) 전설의 용을 찾아서

### 라디오 드라마

#### KBS
라디오 극장 (KBS 한민족 방송)
- 2004.08.01 ~ 2004.08.31 이인화 <영원한 제국> (정약용)

라디오 독서실 (KBS 2라디오)
- 2002.01.06 권정현 <수(繡)> (해설)
- 2002.12.08 정목 스님 <마음 고요> (해설)

KBS 무대 (KBS 한민족 방송)
- 2000.04.23 원 스트라이크 원볼	(김준태)
- 2005.10.15 내 인생의 이정표는 어디에 (허복동)
- 2006.11.25 싫으면 시집가 (상수)

엄길청의 성공시대 (KBS 2라디오)
- 2004.11.08 ~ 2004.11.20 제28화 영업대통령 최진실의 차차차인생 (최진실)
- 2006.10.23 ~ 2006.11.04 제79화 침대 연구가 이경복, 돌을 빚어 구름을 만들다. (이경복)

#### EBS
라디오 문학관 (EBS FM)
- 2003.02.24 ~ 2003.02.26 우리 소설 100선 - 김영현 <깊은 강은 멀리 흐른다> (해설)
- 2003.02.27 ~ 2003.03.01 우리 소설 100선 - 김동인 <감자> (해설)
- 2003.07.28 ~ 2003.08.09 우리 소설 100선 - 안수길 <북간도> (해설)
- 2003.09.04 ~ 2003.09.06 우리 소설 100선 - 유진오 <김강사와 T교수> (김만필)
- 2003.12.01 ~ 2003.12.03 우리 소설 100선 - 서정인 <강>	(김씨)
- 2004.02.04 ~ 2004.02.07 우리 소설 100선 - 이태준 <해방전후> (현)
- 2004.12.30 ~ 2005.01.01 한국 단편소설 50선 - 황석영 <삼포 가는 길> (정씨)
- 2005.10.10 ~ 2005.10.13 한국 단편소설 50선 - 강경애 <지하촌> (사내)
- 2005.10.17 ~ 2005.10.19 한국 단편소설 50선 - 김동리 <무녀도> (해설)
- 2005.11.07 ~ 2005.11.09 한국 단편소설 50선 - 안수길 <제3인간형> (석)
- 2005.04.11 ~ 2005.04.13 세계 단편소설 50선 - 톨스토이 <사람은 무엇으로 사는가> (세몬)
- 2005.05.19 ~ 2005.05.21 세계 단편소설 50선 - 알베르 카뮈 <손님> (발디쉬)
- 2005.08.01 ~ 2005.08.04 세계 단편소설 50선 - 루쉰 <아Q정전> (아Q)

고전극장 (EBS FM)
- 2008.06.02 ~ 2008.06.07 <박씨전> (이득춘)

### 게임
- 안젤리크 스페셜 - 땅의 수호성 루바 / 강철의 수호성 제펠